# یان درکسن
یان درکسن (هلندی: Jan Derksen؛ ۲۳ ژانویه ۱۹۱۹ – ۲۲ مه ۲۰۱۱) ورزشکار دوچرخه‌سواری پیست اهل هلند بود.
وی در مسابقات کشوری و بین‌المللی در مجموع برندهٔ ۳ مدال طلا، ۱ مدال نقره، ۳ مدال برنز شده‌است.